# Crédito rotativo
Crédito rotativo é um tipo de crédito que funciona de forma semelhante a um "empréstimo de emergência", sendo concedido tanto a pessoas físicas quanto jurídicas.
Mediante o contrato de crédito rotativo abre-se uma linha de crédito a uma pessoa física ou jurídica com limite pré-estabelecido e que pode ser utilizado de forma automática pelo tomador, de acordo com suas necessidades. O crédito disponível diminui à medida que o tomador o utiliza e aumenta à medida que é feito o pagamento do principal já utilizado.
Geralmente, esse tipo de crédito é concedido pelos bancos a seus clientes, após análise de crédito. Ocorre que, quando não há saldo disponível na conta-corrente do cliente, a instituição financeira libera o crédito pré-estabelecido de forma automática. Outra característica desse tipo de crédito é que o cliente paga encargos e impostos somente pelos recursos usados e pelo tempo que os utilizou
Assim, é possível analisar algumas características do crédito rotativo:
- Geralmente é realizada uma análise prévia de crédito, para saber se o tomador tem condições financeiras de pagar os limites que utilizar.
- O tomador pode utilizar ou retirar fundos até um limite de crédito pré-aprovado.
- A quantidade de crédito disponível aumenta e diminui na medida em que o dinheiro é utilizado ou pago.
- O crédito pode ser usado repetidamente.
- O tomador faz pagamentos com base apenas no valor que ele realmente utilizou e apenas esse valor será acrescido de juros e eventuais impostos.
- O tomador pode pagar parceladamente (sujeito a exigências de pagamento mínimo), ou integralmente, a qualquer momento.

## Utilização
O crédito rotativo, atualmente, é muito utilizado nos cartões de crédito, mas também possui outras aplicações. Os principais meios de utilização são:

### Cartão de crédito
É o meio mais utilizado, pesquisas atuais mostram que para cada 10 brasileiros existem 8 cartões de crédito. O cartão de crédito surgiu na década de 1940 nos EUA devido à inconveniência de transportar dinheiro de um lugar a outro, o uso desse tipo de cartão em larga escala se deu por volta de 1950, com a criação do Diner’s Club, por McNamara, Schneider e Bloomingdale. A autora Maria Helena Diniz destaca que os sistemas de cartão de crédito têm três sujeitos: o emissor, o titular do cartão e o fornecedor. O emissor, geralmente instituição financeira, é o intermediário entre o titular do cartão e o fornecedor e se incumbe de pagar ao fornecedor as aquisições feitas pelo titular, assumindo o risco de não ser reembolsado. Já o fornecedor é a pessoa física ou jurídica que venderá ou prestará serviços ao titular do cartão, desde que realize um contrato de filiação com o emissor. Por fim, o titular do cartão, ou usuário, é a pessoa credenciada pelo emissor para utilizar o cartão de crédito.
Nesse contexto, o crédito rotativo é um limite adicional fornecido pelas instituições financeiras ao cliente (mutuário), assim, o usuário do cartão pode sacar e utilizar o dinheiro mediante futuro pagamento de juros equivalente ao valor utilizado.
Com o recurso do crédito rotativo, o consumidor pode optar por pagar apenas um mínimo – estipulado pelo banco – da fatura do cartão de crédito, contudo, essa opção pode ser perigosa para sua saúde financeira, pois as taxas de juros são altíssimas, e no mês seguinte lhe serão cobrados mais juros e encargos acumulados, ou seja, a dívida pode ser de pequena monta, mas aumentar muito com o decorrer do tempo.
Desse modo, o crédito rotativo no cartão de crédito, apesar de proporcionar muitas facilidades, deve ser utilizado com cautela. Inclusive, a Associação Nacional de Devedores de Instituições Financeiras (ANDIF) alerta para o perigo do fácil endividamento no crédito rotativo, ressaltando que o empréstimo bancário pode ser uma alternativa para escapar das dívidas com cartão de crédito.

### Caução em duplicatas
Outra modalidade seria o contrato de abertura de crédito rotativo mediante caução de duplicata, ou até mesmo outras garantias. Esse contrato é geralmente firmado com empresas que recebem um crédito da instituição financeira e incidem juros sobre o saldo devedor, os quais são cobrados mensalmente. Para firmar tal contrato, os bancos exigem garantias - como duplicatas, alienação fiduciária e cheques – dessa forma, não estarão desamparados em caso de inadimplemento.

### Cheque especial
O cheque especial é fornecido por meio de um contrato de abertura de crédito rotativo, geralmente para pessoas físicas, e pressupõe um limite de saque pré-estabelecido e por prazo determinado. Esse limite, na maioria das vezes, é renovado automaticamente e os juros são cobrados sobre o saldo devedor, de acordo com o número de dias nos quais o crédito foi utilizado. Assim, é possível compreender cheque especial como a operação de crédito oferecida pelas instituições financeiras para pagar valores que ultrapassem o valor existente na conta do cliente, sendo que os recursos são disponibilizados automaticamente de acordo com a necessidade do consumidor.

## Histórico

### Surgimento
O surgimento do crédito rotativo ocorreu no período da Segunda Guerra Mundial, nos Estados Unidos, como resultado de um feixe de fatores surgidos anos antes.
Nos anos de 1930, políticas do governo norte-americano, em resposta ao colapso do mercado habitacional gerado pelo início da Grande Depressão, geraram pagamentos de crédito em maiores prazos, empréstimos amortizados e sistema de hipoteca mais integrada. Assim, a diminuição da demanda por empréstimos comerciais fizeram com que os bancos procurassem outras oportunidades de investimentos e, bancos comerciais, que antes hesitavam em investirem em crédito pessoal, investiram em empréstimos promovidos pela FHA (Federal Housing Administration), seguradora de hipotecas do governo americano existente até os dias atuais. A FHA, criada como um dos braços do New Deal, inovou no sentido de permitir o pagamento das parcelas do crédito hipotecário em um longo prazo, já que uma das políticas governamentais era incentivar a aquisição da “casa própria” a construção de novas residências.
A indústria da construção reergueu-se. Em 1936, quase meio bilhão de dólares foi emprestado em hipotecas garantidas pela FHA e, já em 1939, foram quatro bilhões. Assim, a década de trinta foi marcada pela queda do estigma do endividamento hipotecário. Às vésperas da Segunda Guerra Mundial, um quarto das famílias norte-americanas estava se utilizando de empréstimos para a compra de carros e outros bens de consumo duráveis.

### Evolução
O crédito continuou a evoluir durante a Segunda Guerra Mundial, apesar de ter sido um período em que, numa tentativa de combate à inflação, o governo tentou conter a demanda consumerista estabelecendo um mínimo de entrada e um número máximo de parcelas para a compra parcelada. Tal evolução ocorreu porque a regulação, apesar de não deixar de incentivar o lucro, trazia muitas limitações ao comércio, o que, considerando uma certa autorregulação do mercado, acabou abrindo espaço para que as empresas buscassem contornar as restrições impostas ao crédito.
Dessa maneira, esse ambiente, marcado pela insatisfação de comerciantes e consumidores, propiciou a formação de um mecanismo híbrido, portanto não regulado, que aliava um sistema de compra parcelada a contas de crédito: era o surgimento do crédito rotativo. Seu mecanismo de funcionamento era praticamente o mesmo dos dias de hoje: consumidores beneficiados com uma linha de crédito que poderia ser utilizada de acordo com suas necessidades, pagavam de volta o montante concedido com juros, ao longo do tempo, de acordo com seus interesses, pois não havia uma data final específica para adimplência do crédito. Era uma maneira de crédito nunca antes vista, pois funcionava de maneira livre, “transferindo o ônus de decidir quanto emprestar do gerente de crédito ao próprio consumidor.” Mas não é só: provia aos consumidores acesso imediato aos valores flexíveis de crédito que não eram segurados pelo bem em si, ou seja, não havia possibilidade de reintegração na posse do bem por aquele que concedia o crédito. Parecia-se, dessa maneira, muito mais com um crédito aos moldes de tempos de prosperidade do que propriamente aos tempos de guerra que permeavam seu surgimento.
Poder-se-ia, perguntar, então, o porquê de um crédito sem lastro ter sido utilizado em tamanha proporção por varejistas e consumidores, mas a resposta já foi apresentada: a regulação governamental (Regulation W) era tamanha que cerceou o crescimento do crédito dado aos consumidores, produzindo consequências inesperadas na relação creditícia entre fornecedores e consumidores.
Outrossim, o sistema era muito interessante aos lojistas, pois a partir do momento em que alguém lançava o seu débito na conta de crédito, fugia-se dos altos valores de entrada para o parcelamento e evitavam-se os limites máximos impostos às prestações, além de, evidentemente, trazer os consumidores às suas lojas para gastarem. Aos olhos dos reguladores, tal conduta era vista como de má-fé pelo expresso propósito de se fugir dos valores de entrada. Entretanto, aparentemente, os mesmos reguladores, nas palavras de Louis Hyman, “pareciam até mesmo negar a possibilidade de formas híbridas”, na medida em que adotavam listas exaustivas de modalidades de crédito.
De uma forma ou de outra, diante dessa informalidade na venda, com pagamento postergado e ausência de fixação da data do pagamento, os fornecedores acreditavam que eles mesmos regulariam o volume de vendas, pois caso não o fizessem estavam fadados a um grande prejuízo.
Assim, durante e ainda depois da guerra, lojas de departamento e outros tipos de comerciantes, no intuito claro de proteger suas vendas, utilizaram-se largamente dessa ferramenta e passaram a conceder a seus clientes os chamados cartões de crédito, estes que não eram utilizados da maneira como hoje são conhecidos, mas da maneira já explicitada, ou seja, nas linhas de crédito rotativo apenas da relação entre determinado estabelecimento e certo consumidor.
Foi toda essa situação que alimentou o “boom” de crédito no pós-guerra.  E a aposta, como pôde-se ver anos mais tarde, não foi errada: nos meados de 1950, o lojista Fort Dodge, de Iowa, por exemplo, calculou que clientes da modalidade rotativa consumiam 62% a mais do que o cliente que não se valia desse instrumento.
Em razão disso, os lojistas que mais exploraram os novos sistemas de crédito, tal como o crédito rotativo, se tornaram os maiores conglomerados da era do pós-guerra. A título de exemplo, podem ser citadas Filene’s, Abraham & Strauss, Bloomingdale’s, Foley’s, Burdine’s e outras.
Não há dúvida, entretanto, que figuras promitentes dos negócios de varejo, permaneceram céticas em relação ao crédito rotativo. Um representante da loja de departamento Macy’s, por exemplo, chegou a levantar uma das preocupações ainda atuais referente ao crédito rotativo, qual seja a de que se trata de um sistema de crédito que mantém o usuário continuadamente (ou permanentemente) em débito, o que não seria a intenção da loja, ainda que aumente as vendas”.
Mesmo assim, no pós-guerra, marcado pelo uso crescente do endividamento no caminho da prosperidade, o crédito rotativo teve seu uso cada vez mais difundido, pois lançou as bases do mecanismo de funcionamento do cartão de crédito, ainda como é visto nos dias atuais, tal como suscitado por Frank McNamara, já em 1950.

## Crédito Rotativo no Brasil
A norma autorizadora dos créditos rotativos no Brasil está prevista na Resolução nº 2.624 de 29 de julho de 1999 do Banco Central do Brasil, que estabelece em seu art. 1º, §2º, inciso III, a possibilidade de os bancos de investimento praticarem operações de concessão de crédito para financiamento de capital fixo e de giro. Assim prevê a disposição normativa:
Art. 1º Estabelecer que os bancos de investimento, instituições financeiras de  natureza privada, especializadas em operações de participação societária de caráter temporário, de financiamento da atividade produtiva para suprimento de capital fixo e de giro e de administração de recursos de terceiros, devem ser constituídos sob a forma de sociedade anônima.
Parágrafo 2º Aos bancos de investimento é facultado, além da realização das atividades inerentes à consecução de seus objetivos:
III - operar em todas as modalidades de concessão de crédito para financiamento de capital fixo e de giro;
Já o inciso I da Resolução nº 45 do BC, de 30 de dezembro de 1966, com redação dada pela Resolução nº 1.559, de 22 de dezembro de 1988, institui o formalismo do contrato de abertura de crédito mediante aceite de letras de câmbio, ao estabelecer que “as operações de abertura de crédito mediante aceite de letras de câmbio por sociedade de crédito, financiamento e investimento serão regidas por contrato escrito e formal”.

### Manuais de Normas e Instruções do Banco Central
Os Manuais de Normas e Instruções (MNI) do Banco Central do Brasil são publicações que reúnem as normas que regem o Sistema Financeiro Nacional, a sua constituição, fiscalização e o seu acompanhamento. Assim, as principais disposições editadas pelo Banco Central relativas ao crédito rotativo encontram-se consolidadas em tais manuais.
No que tange ao assunto, três são as publicações que merecem destaque por conter matéria a respeito do crédito rotativo. O MNI 02-03-01, documento que dispõe sobre Normas Operacionais de Instituições Financeiras e Assemelhadas, em seu capítulo “Empréstimos e Financiamentos Diversos”, reúne, na seção de disposições gerais, as principais normas gerais relativas às operações de empréstimos e financiamentos.
No mesmo capítulo, o MNI 02-03-02 apresenta a seção “Operações Ativas Vinculadas”. Estas consistem em operações de crédito realizadas pelas instituições financeiras, viabilizadas através de recursos de terceiros. Assim, o terceiro, credor da instituição financeira, terá a exigibilidade dos recursos subordinada ao fluxo de pagamento da respectiva operação ativa vinculada, ou seja, a operação de crédito entre o tomador de crédito e a instituição financeira. O pagamento pela instituição financeira a seu credor será postergado no caso de inadimplemento na operação ativa vinculada (inadimplemento do tomador de crédito para com a instituição financeira). Ademais, no caso de as garantias oferecidas não serem suficientes para a liquidação da operação ativa vinculada, ou em outros casos em que não haja liquidação da operação, o credor da instituição financeira não receberá o pagamento nem do principal, nem dos encargos.
A novidade nesse tipo de operação, é que o crédito concedido não se sujeita ao limite de diversificação de risco por cliente determinado pela Resolução do Conselho Monetário Nacional nº 2.844/01 (25% do Patrimônio de Referência – PR).
Estão aptos a realizar esse tipo de operação, os bancos múltiplos, bancos comerciais, Caixa Econômica Federal, bancos de investimento, sociedades de crédito, financiamento e investimento e sociedades de arrendamento mercantil.
Por fim, o MNI 02-01-23, também sobre Normas Operacionais de Instituições Financeiras e Assemelhadas, em seu capítulo “Disposições Especiais”, prevê uma seção que trata da prevenção de riscos na contratação de operações e prestação de serviços, de modo que, nas operações envolvendo créditos rotativos, devem ser observados os procedimentos previstos por este manual.
Em março de 2022, o Presidente da República editou a Medida Provisória 1106/22, que autoriza o empréstimo consignado a cidadãos que recebem o Benefício da Prestação Continuada (BPC) ou participam do Programa Auxílio Brasil. Antes, a modalidade de crédito era limitada a aposentados e pensionistas do INSS e a servidores públicos.

### Contratos de abertura de crédito rotativo
As instituições financeiras brasileiras estabelecem, via de regra, cláusulas gerais que regem os Contratos de Abertura de Crédito Rotativo disponibilizados a seus correntistas, espécie de contrato de mútuo. Em tais contratos, figuram, de um lado o mutuante, qual seja, a própria instituição, e de outro, o mutuário, o correntista que pretende aderir ao contrato. Trata-se, em verdade, de contratos de adesão, através dos quais os bancos disponibilizam valores destinados aos clientes detentores de contas correntes e/ou clientes que recebam salário ou benefício previdenciário por intermédio do banco.

### O crédito rotativo e o superendividamento
Não há dúvidas de que o crédito rotativo concedido pelas instituições financeiras aos seus milhares de clientes, mormente através dos cartões de crédito e do cheque especial, representa importante instrumento dinamizador das relações econômicas, na medida em que configura meio de fácil acesso ao capital, bem como permite aos consumidores aumentar sua capacidade de consumo.
Em que pese as comodidades dessa modalidade de crédito, os clientes que dele forem lançar mão devem ficar atentos às elevadas taxas de juros que lhe são inerentes. Conforme divulgado pela Anefac (Associação de Executivos de Finanças), no mês de agosto de 2012, as taxas de juros relativas ao crédito rotativo atingiram a estratosférica marca de 238% ao ano.
Como se sabe, apesar de ser o lojista quem oferece ao cliente o parcelamento da compra ou serviço, aquele que arca com o risco de inadimplemento é a instituição financeira emissora do cartão de crédito ou do cheque especial, de modo que, as altas taxas de juros estão relacionadas aos elevados custos do negócio.
Portanto, quando o consumidor decide, por exemplo, pagar apenas a quantia mínima do cartão de crédito e quitar o resto posteriormente, está se valendo do crédito rotativo, que é corrigido por aquelas elevadas taxas de juros, o que poderá conduzir o tomador do empréstimo a um ciclo de endividamento.
Não por acaso, com intuito de frear o super endividamento dos clientes de cartões de crédito, em 25 de novembro de 2010, a Diretoria Colegiada do Banco Central emitiu a Circular n. 3512, que dispõe sobre o pagamento mínimo da fatura do cartão de crédito. Ficou estabelecido no art. 1º deste ato normativo que o valor mínimo da fatura do cartão de crédito a ser pago mensalmente não poderia ser inferior a 15%, a partir de 1º de junho de 2011, e 20%, a partir de 1º de dezembro de 2011.
Em 3 de abril de 2017, entrou em vigor uma norma do CMN que restringe o pagamento mínimo da fatura ao primeiro mês, impedindo o devedor de continuar utilizando o crédito rotativo e obrigando-o a parcelar o restante da dívida.